# WSG Tirol
Wattener Sportgemeinschaft Tirol – austriacki klub piłkarski grający w austriackiej Bundeslidze, mający siedzibę w mieście Wattens.

## Historia
Klub został założony w 1930 roku jako SC Wattens. W 1953 roku zmienił nazwę na SV Wattens. W 1968 roku wygrał rozgrywki Regionalligi (II poziom) i po raz pierwszy w swojej historii awansował do pierwszej ligi. W pierwszej lidze SV Wattens spędził trzy sezony. W 1971 roku połączył się z FC Wacker Innsbruck tworząc FC Swarovski Tirol. W 1984 roku klub wrócił do samodzielnego funkcjonowania pod nazwą WSG Wattens. W sezonie 2018/2019 klub zdobył mistrzostwo 2. Bundesligi. W 2019 ogłoszono, iż klub zmienia nazwę na WSG Swarovski Tirol. W 2021 roku firma Swarovski zakończyła sponsoring, jej nazwa została usunięta z nazwy oraz loga klubu.

## Sukcesy
- Regionalliga

mistrzostwo: 1968

## Historia występów w pierwszej lidze
| Sezon     | Pozycja         | Pkt. | M  | Z  | R | P  | GZ | GS |
| --------- | --------------- | ---- | -- | -- | - | -- | -- | -- |
| 1968/1969 | 12.             | 28   | 22 | 7  | 8 | 13 | 32 | 55 |
| 1969/1970 | 7.              | 30   | 31 | 12 | 7 | 11 | 45 | 35 |
| 1970/1971 | 8. (degradacja) | 30   | 31 | 12 | 7 | 11 | 50 | 45 |

## Reprezentanci kraju grający w klubie
Stan na czerwiec 2015.
| - Manfred Gombasch - Pascal Grünwald - Roland Hattenberger - Roland Kirchler - Friedrich Koncilia - Peter Koncilia - Roman Pichler - Helmut Redl | - Günther Rinker - Helmut Siber - Walter Skocik - Michael Streiter - Robert Wazinger - Wilfried Sanou - Hans Küppers - Ibrahima Sidibe |